# 문묘 제례악
문묘제례악(文廟祭禮樂)은 공자를 비롯하여 안자(顔子)·자사(子思)와 같은 중국의 성현과 설총·최치원과 같은 한국의 성현에게 제사하는 문묘제향에 쓰이는 음악이다.
중국 상고시대 음악에 기원을 둔 것으로 한국에는 고려 때 들어왔고 지금도 성균관 대성전에서 봄ㆍ가을(春ㆍ秋)에 석전대제(釋奠大祭)를 행할 때 쓰이고 있다. 문묘제례악은 엄밀한 의미의 한국음악이 아니고 중국 고대음악, 즉 아악에 속하며 중국 전래의 고악의 하나인 당악과도 다르다.

## 연혁
고려 예종 11년 6월에 하례사(賀禮使) 왕자지(王子之)·문공미(文公美)가 돌아오는 길에 송의 휘종이 대성아악(大晟雅樂)을 보내왔다. 그 뒤 이 대성아악은 환구·사직·태묘(太廟)의 제향과 더불어 문선왕제(文宣王祭) 즉 문묘제례에 썼다. 근세조선 초기에는 고려의 악제를 계승하였으나 고려 말기에 미비된 점을 바로 잡지 못하다가 세종 때 박연 등 여러 신하가 《주례(周禮)》·《통전(通典)》·《율려신서(律呂新書)》 등 중국의 옛 전적을 참고하여 아악을 만들고 8음(八音)을 구비하고 아악보를 만들어 옛 주(周)의 제도에 가깝게 바로잡았다. 임진왜란으로 문묘악은 다른 궁중음악과 더불어 흩어졌으며 광해군 때 《악학궤범(樂學軌範)》에 준하여 복구하였지만, 이어서 병자호란으로 일시 중단되었다. 그 뒤 여러 차례 아악복구 사업을 계속하였나 영조 때에 비로소 제 모습대로 바로잡았다. 그러나 성종 때보다 규모가 작았으며 이것이 오늘에 이르고 있다.

### 대만에서 문묘제례악의 도입
중국에도 문묘제례악의 전승이 있었으나 사라져 버렸다는 평가를 받으며 2007년에는 대만의 유학자들이 방한하여 참석한 관련 국제 학술 회의가 개최되며 대만 학자들의 학술 대회 참석과 함께 조선의 수도 한양의 문묘에서 존재하는 문묘제례악을 참고하여 대만에 문묘제례악의 복원 작업이 이루어진다고 언론들을 통해서 대중들에게 자랑스럽게 널리 알려진다.

## 절차
문묘제례는 신을 맞이하는 영신(迎神), 폐백을 드리는 전폐(奠幣), 첫 잔을 올리는 초헌(初獻), 문무퇴・무무진, 둘째 잔을 올리는 아헌(亞獻), 셋째 잔을 올리는 종헌(終獻), 제사를 지낸 그릇과 음식을 거두는 철변두(徹邊豆), 신을 보내는 송신(送神), 축문을 불사르는 망료(望燎)의 절차로 진행된다.
영신에는 응안지악(凝安之樂), 전폐에는 명안지악(明安之樂)을, 초헌은 성안지악(成安之樂), 공악(空樂)은 서안지악(舒安之樂), 아헌 및 종헌에는 성악지악, 철변두에는 오안지악(娛安之樂), 송신과 응안지악을 아뢴다. 망료에서는 음악을 연주하지 않는다.

## 악기와 배치

### 악기
아악에는 아악기가 쓰이고, 당악에는 당악기가 쓰이고, 또 향악에는 향악기가 주로 쓰이게 마련이다. 문묘제례악에 사용되는 악기는 하나에서부터 열까지 아악기만을 용납하고, 당악기는 물론 향악기는 전혀 배제하고 있다.
아악기는 그 재작재료에 따라 쇠(金)·돌(石)·실(絲)·대(竹)·바가지(匏)·흙(土)·가죽(革)·나무(木) 등 모두 8종의 재료로 된 것인데, 문묘악은 이 8종의 악기가 하나도 빠짐없이 고루 사용되는 것이 우선 다르다. 쇠붙이 악기에는 편종(編鐘)과 특종(特種)이 있고, 돌로 된 악기에는 편경(編磬)과 특경(特磬)이 있다. 실붙이란 현악기를 뜻하는데, 등가에서 아뢰는 금(琴)과 슬(瑟)이 이에 속하며, 대는 대붙이의 관악기가 되는데 소(簫)와 지, 약과 적 등이 있다. 바가지란 박(朴)을 재료로 하는 생황(笙簧)이 있으나 현재는 이 악기만은 사용되지 못하고 있다. 흙은 흙을 고아서 만든 훈(塤)과 부(缶)가 있고 가죽은 짐승의 가죽을 메운 북 종류들로 등가에 놓는 절고(節鼓), 헌가에 두는 진고(晉鼓)와 노고(路鼓), 노도 등이 있으며 나무로 된 악기에는 축(祝)과 어와 박(拍)이 있으나, 박이란 악기는 원래 아악에 쓰이지 않던 것이 뒤에 추가된 것으로 생각된다. 8음이 구비되기 위해서는 생황이 들어야 하고 순정한 아악기를 고수하려면 박이 제외되어야 하지만 박은 악장격(樂長格)인 전악(典樂)이 들고, 일종 지휘봉에 해당하는 악기이다.

### 악현
악현(樂懸)은 당상(堂上)에 악기를 진설(陳設)한 등가(登歌)와 당하(堂下)에 악기를 진설한 헌가(軒架), 두 곳에서 교대로 주악을 담당하는 형식이다.등가는 금(琴)과 슬(瑟)을 두어 현악기가 보이는 대신 헌가는 진고(晋鼓) 따위 큰 북과 여타의 북 종류들로 자못 웅대를 다하고 있다. 
행례(行禮) 절차에 따라, 등가에서 혹은 헌가에서 연주를 하게 되는데, 영신(迎神)은 헌가에서, 전폐(奠幣)는 등가에서(초헌(初獻)도 등가에서), 공악(空樂)은 헌가에서 하고, 이어 아헌(亞獻), 종헌(終獻)이 모두 헌가에서, 철변두는 등가에서, 송신(送神)는 더불어 궁가에서 아뢴다.

## 음악과 춤

### 음계
문묘제례악 즉 순정한 아악 음계는 비록 그 음넓이가 12율(律) 4청성(淸聲)으로 고작 16음에 불과하기는 하지만 그 음계는 7음계로 이루어진 것이 특이하다. 참고로 당악에서는 6음계로 되고 한국 고유의 향악은 거의 5음계로 구성된 것과 좋은 대조를 보이고 있다. 그리고 예외 없이 주음으로 시작하여 주음으로 종지되고 있는 점도 이 문묘악에서만 볼 수 있는 악곡 구조이다.

### 리듬
문묘악은 2분음표 길이의 4음을 소절로 하여(4/2) 모두 여덟 소절로써 한 곡을 이루는데, 매 소절 끝음에는 북을 두 번 쳐서 그 북소리로 한 악절이 끝나는 것을 알 수 있다.

### 악장
문묘악에서는 악장(樂章)이라 하여 1음에 1자(字)씩 4자 1구, 모두 8구 32자의 한문으로 된 가사를 음악에 맞추어 부른다. 이것을 악장이라고 하고, 이를 부르는 차비(差備)를 특히 도창(導唱)이라고 일컫는다.

### 일무
문묘제향에서 추는 일무(佾舞)는 8일무로 64인이 추며 문무(文舞)는 오른손에 약, 왼손에 적(翟)을 들고 추며, 무무(武舞)는 왼손에 간(干), 오른손에 척(戚)을 들고 춘다. 문묘일무는 중국 고대의 제도를 이어받은 것이다.

## 같이 보기
- 종묘 제례악